# 小行星2808
小行星2808（2808 Belgrano）是一颗绕太阳运转的小行星，为主小行星带小行星。该小行星于1976年4月23日发现。
該小行星以阿根廷軍事領導人曼努埃尔·贝尔格拉诺命名。

## 轨道参数
小行星2808的轨道半长轴为3.0048772 UA，离心率为0.085。